# Kangaroo Cup 2012
Il Kangaroo Cup 2012 è stato un torneo professionistico di tennis femminile giocato sul cemento. È stata la 16ª edizione del torneo, che fa parte dell'ITF Women's Circuit nell'ambito dell'ITF Women's Circuit 2012. Si è giocato a Gifu in Giappone dal 30 aprile al 6 maggio 2012.

## Partecipanti

### Teste di serie
| Nazionalità   | Giocatrice              | Ranking* | Testa di serie |
| ------------- | ----------------------- | -------- | -------------- |
| Giappone      | Kimiko Date-Krumm       | 82       | 1              |
| Thailandia    | Tamarine Tanasugarn     | 85       | 2              |
| Australia     | Casey Dellacqua         | 105      | 3              |
| Giappone      | Erika Sema              | 131      | 4              |
| Taipei cinese | Chan Yung-jan           | 137      | 5              |
| Giappone      | Kurumi Nara             | 140      | 6              |
| Giappone      | Yurika Sema             | 176      | 7              |
| Thailandia    | Noppawan Lertcheewakarn | 193      | 8              |

- Ranking al 23 aprile 2012.

### Altre partecipanti
Giocatrici che hanno ricevuto una wild card:
- Yurika Aoki
- Makoto Ninomiya
- Risa Ozaki
- Miki Ukai

Giocatrici che sono passate dalle qualificazioni:
- Shūko Aoyama
- Chan Chin-wei
- Sun Shengnan
- Zhou Yimiao

## Campionesse

### Singolare
- Kimiko Date-Krumm ha battuto in finale  Noppawan Lertcheewakarn con il punteggio di 6–1, 5–7, 6–3

### Doppio
- Jessica Pegula /  Zheng Saisai hanno battuto in finale  Chan Chin-wei /  Hsu Wen-hsin con il punteggio di 6–4, 3–6, [10–4]